# Kono-Erklärung
Die Kono-Erklärung ist eine Rede des japanischen Chefkabinettsekretärs Yōhei Kōno vom 4. August 1993 auf Basis einer Studie, die im Dezember 1991 von der Regierung in Auftrag gegeben wurde. In dieser Erklärung gestand die japanische Regierung erstmals ein, dass die Kaiserliche Japanische Armee im Zweiten Weltkrieg Frauen gezwungen hat, in vom Militär geführten Bordellen als sogenannte Trostfrauen zu arbeiten. Bis zu diesem Zeitpunkt wurde dies stets bestritten. Kono entschuldigte sich bei den Trostfrauen und sprach von „unermesslichem Schmerz und unheilbaren physischen und psychologischen Wunden“.

## Neuere Entwicklung
Im Rahmen einer Politik, die von der Presse als geschichtsrevisionistisch bezeichnet wird, will die japanische Regierung die Basis der Kono-Erklärung „überprüfen“. Anlässlich einer Rede zum 70-jährigen Ende des Zweiten Weltkriegs im August 2015 erwähnte Shinzo Abe demgegenüber, dass Japan wiederholt Gefühle der tiefen Reue und aufrichtigen Entschuldigung für seine Handlungen während des Krieges ausgedrückt habe und dass solche Positionen früherer Regierungen „unerschütterbar“ blieben. Er selbst sprach indessen nicht von einer Entschuldigung, sondern „tiefer Trauer“ und „aufrichtigem Beileid“.